# Dženana Karup Druško
Dženana Karup Druško (Foča, 18. travnja 1969.), bosanskohercegovačka je novinarka, trenutačno glavna i odgovorna urednica internet portala Avangarda.ba, bivša javna zagovaračica i predstavnica Bosne i Hercegovine u Regionalnom savjetu Koalicije za REKOM, te bivša glavna i odgovorna urednica magazina BH Dani.
Kao novinarka surađivala je s mnogim medijima u BiH i susjedstvu uključujući: BH Dani, Autonomiju info, Peščanik i Remarker. Potpisnica je Deklaracije o zajedničkom jeziku, u kojoj se tvrdi da se u Hrvatskoj, Bosni i Hercegovini, Srbiji i Crnoj Gori govore nacionalne standardne varijante zajedničkog policentričnog standardnog jezika.

## Vanjske poveznice
- Dženana Karup Druško